# Élections européennes de 1999 en Allemagne
En Allemagne, les élections européennes de 1999 se sont déroulées, pour la cinquième fois, le 13 juin 1999 pour désigner les 99 députés européens allemands. 23 partis et organisations politiques étaient candidates à ces élections.

## Résultats
| Parti ou coalition       | Parti ou coalition                                                                           | Voix                            | %                | +/-                | Sièges   | +/-           | Groupe    |
| ------------------------ | -------------------------------------------------------------------------------------------- | ------------------------------- | ---------------- | ------------------ | -------- | ------------- | --------- |

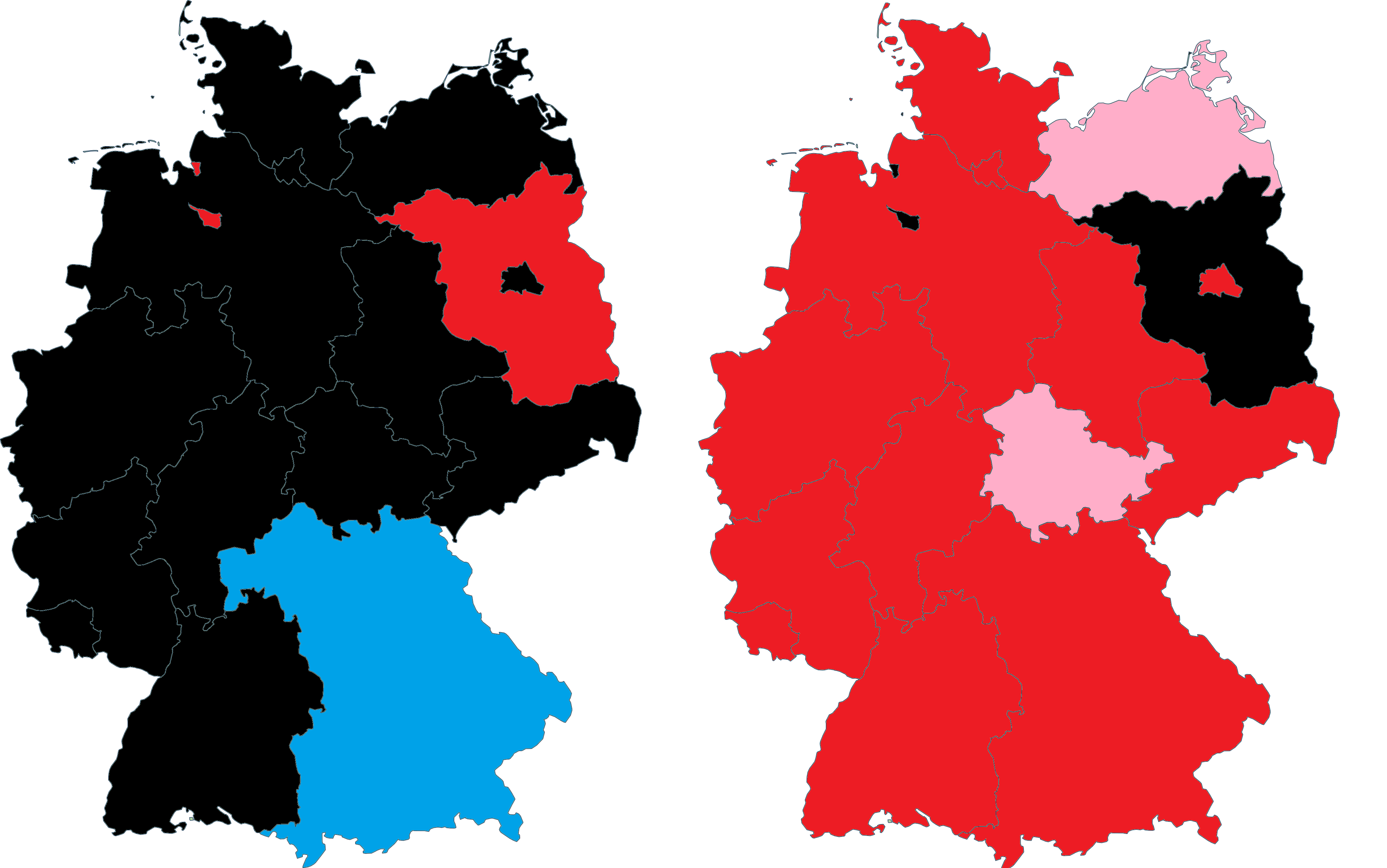
Partis arrivés en tête par Land (1re carte), et seconde position (2e carte). Rouge : SPD, noir : CDU, bleu : CSU, rose : PDS

|                          | Union CDU/CSU - Union chrétienne-démocrate d'Allemagne - Union chrétienne-sociale en Bavière | 13 168 231 10 628 224 2 540 007 | 48,66 39,28 9,39 | 9,86 · 7,24 · 2,63 | 53 43 10 | 6 · 4 · 2     | PPE-DE    |
|                          | Parti social-démocrate d'Allemagne (SPD)                                                     | 8 307 085                       | 30,70            | 1,46               | 33       | 7             | PSE       |
|                          | Alliance 90 / Les Verts (Grünen)                                                             | 1 741 494                       | 6,44             | 3,62               | 7        | 5             | Verts/ALE |
|                          | Parti du socialisme démocratique (PDS)                                                       | 1 567 745                       | 5,79             | 1,07               | 6        | 6             | GUE/NGL   |
|                          | Parti libéral-démocrate (FDP)                                                                | 820 371                         | 3,03             | 1,04               | 0        | en stagnation |           |
|                          | Les Républicains (REP)                                                                       | 461 038                         | 1,70             | 2,22               | 0        | en stagnation |           |
|                          | Parti de protection des animaux (Tiersch.)                                                   | 185 186                         | 0,68             | Nv.                | 0        | Nv.           |           |
|                          | Les Gris - Les Panthères grises (GRAUE)                                                      | 112 142                         | 0,41             | 0,37               | 0        | en stagnation |           |
|                          | Parti national-démocrate d'Allemagne (NPD)                                                   | 107 662                         | 0,40             | 0,18               | 0        | en stagnation |           |
|                          | Autres partis                                                                                | 588 319                         | 2,17             | -                  | 0        | en stagnation |           |
|                          |                                                                                              |                                 |                  |                    |          |               |           |
| Votes valides            | Votes valides                                                                                | 27 059 273                      | 98,51            |                    |          |               |           |
| Votes blancs et nuls     | Votes blancs et nuls                                                                         | 409 659                         | 1,49             |                    |          |               |           |
| Total                    | Total                                                                                        | 27 468 932                      | 100              | -                  | 99       | en stagnation | -         |
| Abstentions              | Abstentions                                                                                  | 33 317 972                      | 54,81            |                    |          |               |           |
| Inscrits / Participation | Inscrits / Participation                                                                     | 60 786 904                      | 45,19            |                    |          |               |           |

CDU/CSU vote
SPD vote
Green vote
PDS vote
FDP vote
REP vote
NPD vote
ÖDP vote

## Différences régionales
| Länder                   | Union  | SPD    | Grünen | PDS    | FDP   | REP   | Autres |
| ------------------------ | ------ | ------ | ------ | ------ | ----- | ----- | ------ |
| Länder                   |        |        |        |        |       |       |        |
| Anciens Länder (ex-RFA)  | 50,8 % | 32,6 % | 7,4 %  | 1,3 %  | 3,3 % | 1,7 % | 3,1 %  |
| Nouveaux Länder (ex-RDA) | 40,6 % | 23,6 % | 2,9 %  | 23,0 % | 2,2 % | 1,9 % | 5,8 %  |
| Allemagne                | 48,7 % | 30,7 % | 6,4 %  | 5,8 %  | 3,0 % | 1,7 % | 3,7 %  |